# Kanton La Possession
La Possession is een kanton van het Franse overzees departement Réunion. Het kanton maakt deel uit van het arrondissement Saint-Paul.
Het kanton omvat uitsluitend de gemeente La Possession.
Bij de herindeling van de kantons ingevolge het decreet van 24 februari 2014 , met uitwerking op 22 maart 2015, werd het kanton niet gewijzigd.